# Antonio Pigafetta

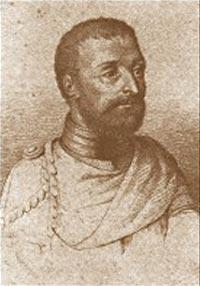
Antonio Pigafetta

Antonio Pigafetta, (Francesco Antonio Pigafetta), född omkring 1492 i Vicenza, död omkring 1534, var en italiensk sjöfarare. Pigafetta medföljde 1519 Ferdinand Magellan på den första världsomseglingen till bland annat Söderhavsöarna. Vid det olyckliga härnadståget mot Filippinerna, då Ferdinand Magellan dödades, blev Pigafetta svårt sårad, men räddade sig efter många faror och återkom 1522 till expeditionens utgångsort, hamnen Sanlúcar de Barrameda i Spanien. Ett par år senare författade han en berättelse över denna världsomsegling, som gavs ut av Carlo Amoretti på italienska år 1800 och franska 1801, jämte kopior av sjökort som Pigafetta tecknat, samt en av denne uppgjord ordbok över språken/tungomålen på Filippinerna och Moluckerna. Pigafetta dog som kommendör av johanniternas orden.